# Ребёнок к ноябрю
«Ребёнок к ноябрю» — кинокомедия 1992 года, снятая на Одесской киностудии по мотивам повести Леонида Жуховицкого.

## Сюжет
Одинокая красивая молодая женщина имеет шанс на получение квартиры, так как её дом подлежит сносу. Но поскольку она живёт одна, то ей грозит переезд не в отдельную квартиру, а скорее в комнатку. Она начинает искать отца для будущего ребёнка (только так есть шанс получить квартиру). Тридцатилетняя Даша, разочаровавшаяся в мужчинах, хочет одного — завести ребёнка от красавца с хорошими генами.

## В ролях
- Лариса Шахворостова (в титрах — Тотунова) — Даша
- Лариса Удовиченко — Надя, подруга Даши
- Андрей Анкудинов — Жора (Георгий Николаевич) Пузырёв, мастер по электронике
- Сергей Маковецкий — Лёша, муж Нади
- Александр Соловьёв — Владимир Петрович, врач скорой помощи
- Александр Панкратов-Чёрный — «Граф»
- Михаил Светин — мужчина по вызову
- Валерий Смецкой — Игорёк
- Александр Стриженов — моряк, владелец иномарки
- Илюша Жуков — Кешка, сын Нади и Лёши

## Съёмочная группа
- Режиссёр-постановщик: Александр Павловский
- Авторы сценария: Александр Павловский, Александр Бородянский, Игорь Шевцов
- Композитор: Максим Дунаевский
- Оператор-постановщик: Виктор Крутин
- Художник-постановщик: Александр Токарев
- Автор текстов песен: Леонид Дербенёв
- Песню исполняет Игорь Наджиев

## Критика
Александр Фёдоров: «В „Ребенке к ноябрю“ полно пикантных ситуаций, которые, надо думать, пришлись бы по душе французским мастерам эротических комедий. Но Александр Павловский, увы, не Мишель Девиль и даже не Роже Вадим. Эротика в „Ребенке…“ лишена чувственного шарма, в игре большинства актеров нет импровизационной лёгкости».